# 2018년 동계 올림픽 봅슬레이 여자 2인승
2018년 동계 올림픽의 봅슬레이 여자 2인승 종목은 2018년 2월 20일부터 2월 21일까지 대한민국 평창군 알펜시아 슬라이딩 센터에서 진행됐다. 총 12개국 20팀 40명 선수가 참가하였다.
독일의 야망카 팀과 미국의 마이어스 팀이 각축을 벌였고, 마이어스 팀은 두 차례에 걸쳐 트랙레코드를 갱신하는 모습을 보였으나 종합기록에서는 야망카 팀이 3분 22.45초로 1위로 올라 금메달을 획득했고, 마이어스 팀은 그로부터 불과 0.07초 차이로 뒤져 은메달을 획득하였다. 그 뒤를 이어 캐나다의 험프리스 팀이 동메달을 획득하였다. 한편 12위에 올랐던 러시아의 세르게예바 팀이 금지 약물을 복용한 것으로 도핑검사 결과 드러나 그대로 기록 무효 처리가 되었다.

## 트랙 레코드
국제 올림픽 위원회에서 봅슬레이 기록을 올림픽 기록으로 인정하지 않기 때문에 국제 봅슬레이 연맹은 각 경기에서의 출발과 경기 결과 기록을 봅슬레이 기록으로 유지하고 있다.
| 종류      | 날짜     | 국적 | 기록    |
| --------- | -------- | ---- | ------- |
| 출발      | 2월 22일 | 미국 | 5.22초  |
| 경기 결과 | 2월 21일 | 미국 | 50.46초 |

## 예선 통과 국가
2017-18시즌 (월드컵, 유럽대회, 아메리카컵 포함)에서 상위 두 국가는 총 세 팀까지 내보낼 수 있다. 그 다음 네 국가는 두 팀을 내보내며, 그 이후의 순위는 남은 여섯 팀의 출전권이 떨어질 때까지 고루 배정된다. 단 대한민국은 개최국 지위로서 팀이 자동 진출되며, 이번에는 대륙대표 출전국으로서 오스트레일리아 (오세아니아)가 출전하게 되었다.
| 세 팀 출전 국가 - 독일 - 캐나다 | 두 팀 출전 국가 - 미국 - 오스트레일리아 - 러시아 출신 - 벨기에 | 한 팀 출전 국가 - 스위스 - 영국 - 자메이카 - 대한민국 - 오스트레일리아 - 나이지리아 |

## 결과
2월 20일 오후 8시 50분부터 1,2차 시도를, 2월 21일 오전 8시 40분부터 3,4차 시도를 진행한다.
각 기록의 시간 위에 표시된 이탤릭체는 그 시기에서의 스타트 시간을 의미한다. SR - 스타트 기록, TR - 트랙 기록. 각각의 시간 중 가장 좋은 기록은 굵은 글씨로 표시했다.
| 순위     | 번호 | 국가        | 이름                                        | 1차      | 2차   | 3차      | 4차   | 합계    | 차이  |
| -------- | ---- | ----------- | ------------------------------------------- | -------- | ----- | -------- | ----- | ------- | ----- |
| 1        | 6    | 독일        | 마리아마 야망카 리자 부크비츠               | 50.54    | 50.72 | 50.49    | 50.70 | 3:22.45 | –     |
| 2        | 5    | 미국        | 엘라나 마이어스 로렌 깁스                   | 50.52 TR | 50.81 | 50.46 TR | 50.73 | 3:22.52 | +0.07 |
| 3        | 4    | 캐나다      | 카일리 험프리스 필리시아 조지               | 50.72    | 50.88 | 50.52    | 50.77 | 3:22.89 | +0.44 |
| 4        | 8    | 독일        | 스테파니 슈나이더 안니카 드라체크           | 50.63    | 50.93 | 50.71    | 50.70 | 3:22.97 | +0.52 |
| 5        | 7    | 미국        | 제이미 그루벨 아이어 이번스                 | 50.59    | 50.99 | 50.59    | 50.85 | 3:23.02 | +0.57 |
| 6        | 9    | 캐나다      | 앨리시아 리슬링 히터 모이스                 | 50.81    | 50.95 | 50.83    | 51.04 | 3:23.63 | +1.18 |
| 7        | 13   | 캐나다      | 크리스틴 드 브륀 멜리사 로톨즈              | 50.94    | 50.91 | 50.75    | 51.29 | 3:23.89 | +1.44 |
| 8        | 17   | 영국        | 미카 맥닐 미카 무어                         | 50.77    | 50.95 | 51.16    | 51.19 | 3:24.07 | +1.62 |
| 9        | 12   | 스위스      | 사비나 하프너 라헬 레브사멘                 | 50.86    | 51.16 | 51.07    | 51.21 | 3:24.30 | +1.85 |
| 10       | 14   | 오스트리아  | 크리스티나 헹스터 발레리 클라이저           | 51.23    | 51.04 | 51.00    | 51.24 | 3:24.51 | +2.06 |
| 11       | 15   | 벨기에      | 엘펴 빌렘선 사라 아르츠                     | 51.03    | 51.27 | 51.10    | 51.21 | 3:24.61 | +2.16 |
| DSQ (12) | 11   | 러시아 출신 | 나데즈다 세르게예바 아나스타샤 코셰르조바   | 51.01    | 51.49 | 51.29    | 51.37 | 3:25.16 | +2.71 |
| 13       | 20   | 벨기에      | 안 파니우엔하위서 소피 페르크라위선         | 51.24    | 51.28 | 51.53    | 51.20 | 3:25.25 | +2.80 |
| 14       | 10   | 독일        | 안나 쾨흘러 에를리네 놀테                   | 51.21    | 51.20 | 51.46    | 51.41 | 3:25.28 | +2.83 |
| 15       | 1    | 대한민국    | 김유란 김민성                               | 51.24    | 51.20 | 51.32    | 51.55 | 3:25.31 | +2.86 |
| 16       | 19   | 루마니아    | 마리아 콘스탄틴 안드레아 그레쿠             | 51.17    | 51.40 | 51.39    | 51.57 | 3:25.53 | +3.08 |
| 17       | 3    | 러시아 출신 | 알렉산드라 로디오노바 율리아 벨로메스트니흐 | 51.29    | 51.47 | 51.41    | 51.55 | 3:25.72 | +3.27 |
| 18       | 16   | 오스트리아  | 카트린 바이얼 빅토리아 한                   | 51.49    | 51.41 | 51.51    | 51.43 | 3:25.84 | +3.39 |
| 19       | 18   | 자메이카    | 야스민 펜레이터빅토리언 캐리 러셀           | 51.29    | 51.50 | 51.83    | 51.32 | 3:25.94 | +3.49 |
| 20       | 2    | 나이지리아  | 세운 아디군 아쿠오마 오메오가               | 52.21    | 52.55 | 52.31    | 52.53 | 3:29.60 | +7.15 |

## 범례
|  | 세계 신기록                  |  |                   | 아프리카 신기록 |                      | Q | 예선 통과 |
|  | 올림픽 신기록                |  | 북아메리카 신기록 | DNS             | 경기를 시작하지 않음 |   |           |
|  |                              |  | 아시아 신기록     | DNF             | 경기를 마치지 않음   |   |           |
|  | 국가 신기록                  |  | 유럽 신기록       | DSQ             | 실격                 |   |           |
|  | 개인 최고 기록 (개인 신기록) |  | 오세아니아 신기록 | WD              | 기권                 |   |           |
|  | 시즌 최고 기록 (시즌 신기록) |  | 남아메리카 신기록 | NM              | 기록 없음            |   |           |